# زنجرک سیب‌زمینی
زنجرک سیب‌زمینی از راسته نیم‌بالان و جزو خانواده زنجرک است. زنجرک سیب‌زمینی آفت کشاورزی برای محصول کشاورزی از جمله؛ سیب‌زمینی، شبدر (سرده)، لوبیا، سیب و یونجه می‌باشد.

## سوختگی برگ
سوختگی برگ یا هاپربرن نتیجه تغذیه زنجرک است. بزاق زنجرک سیب‌زمینی هنگام تغذیه روی گیاهان، به بافت آبکش و پارانشیم سلول‌ها و بن‌لاد آوندیآسیب می‌زند. فتوسنتز و ترادمش گیاه کاهش می‌یابد. فتوسنتز و تعرق گیاه کاهش یافته، نشاسته برگ انباشته شده، انتقال فتواسیمیلات کاهش پیدا می‌کند؛ و بالاخره برگ دچار مرگ و نکروز می‌شود و گیاه می‌میرد.

## کنترل
برای کنترل زنجرک سیب‌زمینی، اسپری ترکیب بردو باید کاملاً زیر برگ‌ها و کل برگ‌ها را پوشش دهد. هر دو طرف برگ‌ها باید در هر ردیف به دقت اسپری شود. حداقل سه بار اسپری بردو انجام شود و بار چهارم نیز در صورت لزوم برای مهار هاپربرن، تا آنکه محصول رسیده شود. نتایج سه سال اسپری ترکیب بردو در شهرهای آمس و میشل و آیوا نشان داده‌است که کنترل مؤثر زنجرک سیب زمینی و هاپربرن با اسپری ترکیب بردو میسر است. کنترل هاپربرن و زنجرک سیب زمینی با اسپری بموقع و صحیح ترکیب بردو ممکن می‌شود و سبب افزایش محصول نیز می‌شود. اسپری بردو در هنگامی که زنجرک‌ها فراوان هستند باید حداقل سه مرتبه انجام شود. بار نخست به محض مشاهده زنجرک‌ها بر روی گیاه، بار دوم حدود ۱۰ یا دو هفته بعد و بار سوم نیز در فواصل زمانی مساوی انجام شود. در تابستان‌های خشک و بسیار داغ، وقتی هجوم وسیع زنجرک وجود دارد یک اسپری چهارم هم به فاصله ۱۰ روزه تا دو هفته پس از اسپری سوم ضروری است. اسپری باید تمام گیاه و به ویژه سطوح زیرین برگ را کاملاً پوشش دهد.